# Габинет, Дмитрий Анатольевич
Дми́трий Анато́льевич Габине́т (укр. Дмитро Анатолійович Габінет; 9 августа 1983, Хмельницкий — 17 декабря 2024, Хмельницкий) — украинский юрист, преподаватель, председатель Хмельницкой областной государственной администрации с 21 ноября 2019 по 24 ноября 2020 года.

## Биография
Габинет окончил Хмельницкий университет управления и права (специальность «Правоведение»). С 2015 по 2016 год проходил обучение в Университете имени Адама Мицкевича в Познани (Польша). Кандидат юридических наук.
Был преподавателем на кафедре теории и истории государства и права Хмельницкого университета управления и права.
В 2018 году он возглавил кафедру права Хмельницкого кооперативного торгово-экономического института.
С 2014 года возглавлял общественную организацию «Форпост Народовластия».
С 2017 года — председатель Хмельницкого информационно-консультационного центра UMCS.
Член Союза педагогов Украины.
Работал помощником народного депутата Николая Стефанчука (партия «Слуга народа»).
28 октября 2019 года Кабинет министров Украины поддержал назначение Габинета на должность председателя Хмельницкой ОГА.
Скоропостижно скончался 17 декабря 2024 года на 42-м году жизни. Похоронен на кладбище микрорайона Раково в Хмельницком.